# Порфирий (Попов)
Архимандрит Порфирий (в миру Георгий Иванович Попов; 1825, Вологодская губерния — 13 [25] января 1866, Рим) — архимандрит Русской православной церкви, настоятель Русской посольской церкви в Риме. Патрист.

## Биография
Родился в 1825 году в семье пономаря Вохомской Введенской церкви Никольского уезда Вологодской губернии.
В 1840 году поступил в Вологодскую духовную семинарию, которую окончил в 1846 году с отличием, и как отличный студент послан был в Московскую духовную академию.
Обучаясь в академии, в последний год пред окончанием курса, 20 февраля 1850 года, был пострижен в монашество с именем Порфирий; 4 марта рукоположён в иеродиакона и 1 июня — в иеромонаха.
В 1850 году окончил Московскую духовную академию и был определён бакалавром на кафедру патристики.
Началом его деятельности было преподавание словесности и латинского языка в низшем отделении Вифанской семинарии, находящейся близ Московской академии, куда он послан был 29 декабря 1850 года конференцией Академии.
Через год он стал помощником ректора по профессорской должности и магистром богословия; 14 августа 1853 года переведён в Академию бакалавром по кафедре патрологии. В этом же году он был включён в число соборных иеромонахов Александро-Невской лавры, а через год на него были возложены обязанности помощника инспектора и цензора духовных книг; он был избран в члены академической конференции.
С 18 марта 1856 года — в сане архимандрита, с октября этого же года — экстраординарный профессор богословских наук; в октябре 1857 года назначен инспектором студентов Московской духовной академии.
В 1858—1860 годы ревизовал Владимирскую и Тульскую духовные семинарии.
10 января 1861 года, определён ректором Вифанской семинарии и членом Московской духовной консистории, но в конце того же года, по причине болезни, не позволявшей продолжать педагогическую деятельность, был уволен от духовно-училищной службы и назначен настоятелем Московского ставропигиального Симонова монастыря.
Одно из самых высоких качеств его души — была добросовестность и усердие в исполнении своих обязанностей; другая прекрасная черта его характера была необыкновенная его любознательность; в нём не было ничего жесткого, сухого, отталкивающего; добродушие его, искренность, простосердечие, ласковость и готовность на всевозможные услуги — вот качества, с какими всегда вспоминали его многочисленные ученики его. Любимым научным занятием архимандрита Порфирия было изучение творений Святых Отцов и Учи́телей Церкви.
В августе 1864 года ему было предложено место настоятеля православной церкви при Императорском российском посольстве в Риме, где он служил до конца жизни. Скончался в ночь на 13 января 1866 года.

## Сочинения
Изучению творений Святых Отцов и Учителей Церкви посвящены почти все его ученые исследования, напечатанные им в начале 1860-х годов в «Душеполезном чтении» и в «Прибавлениях к творениям Святых Отцов».
Известны его сочинения о жизни и творениях св. отцов: святителя Киприана епископа Карфагенского, святителя Василия Великого, святителя Григория Богослова, святителя Григория Нисского, святителя Кирилла Александрийского, святителя Кирилла Иерусалимского, святителя Порфирия Газского, Амфилохия, епископа Иконийского; «Ответ на недоумение о непогрешимости вселенских соборов»; «Об авторитете св. отцов и важности их писаний»; «Об издании житий святых в хронологическом порядке»; «О подражании святым»; «Предостережение от суеверий и предрассудков, извлеченное из писаний св. отцов и учителей церкви»; «Поучение о неблаговременных увеселениях, по поводу 1-го августа в Симоновом монастыре»; «Письма из Рима и извлечения из них».
Некоторые труды его напечатаны в «Православном обозрении», в «Чтениях в Обществе любителей духовного просвещения» и в «Трудах Киевской духовной академии».